# Bokeler Au
Die Bokeler Au ist ein Fluss im Kreis Rendsburg-Eckernförde in Schleswig-Holstein. 
Der Fluss hat eine Länge von etwa 13 km, entspringt nordöstlich von Nortorf und bildet nach dem Zusammenfluss mit der Brammer Au zwischen Jevenstedt und Bokel die Jevenau. Kleinere Nebengewässer sind Aschehornbek, Hogenholtbek, Rehmsbach, Stubbenbek und Wischbek. Über den Fluss werden die behandelten Abwässer von Nortorf und im weiteren Verlauf von Ellerdorf abgeleitet.

## Renaturierung
Im Rahmen des EU-Projekts 4.BA, Station 5+555 - 6+500 wurde die obere Bokeler Au auf 9,1 Kilometer Länge, im Rahmen des Zukunftsprogramms Ländlicher Raum (ZPLR) zwischen 1996 und 2013 naturnah umgestaltet. Mit der Maßnahme sollte insbesondere die Selbstreinigungskraft des Gewässers verbessert werden.